# Wareneingangskontrolle
Die Wareneingangskontrolle ist im Rahmen der Beschaffungslogistik eine Qualitätskontrolle, welche die Überprüfung gelieferter Güter vor der Verbuchung als Wareneingang zum Inhalt hat.

## Allgemeines
Produktionswirtschaft und Handel benötigen Güter (Roh-, Hilfs- und Betriebsstoffe, Halbfabrikate, Fertigerzeugnisse), die sie zwecks Weiterverarbeitung oder Wiederverkauf beschaffen müssen. Nach ihrer Ablieferung findet eine Kontrolle im Hinblick auf ihre Quantität und Produktqualität statt, die mit der Bestellung oder dem Auftrag anhand der Abladebestätigung oder des Lieferscheins verglichen werden. Diese Kontrolle kann – je nach Menge der beschafften Güter – als Stichprobe oder als Totalerhebung durchgeführt werden. Nach Kontrolle erfolgt die Verbuchung der durch den Wareneinkauf beschafften Waren im Wareneingang, welcher einer eventuellen innerbetrieblichen Weiterverarbeitung vorgeschaltet ist.

## Aufgaben
Aufgabe der Wareneingangskontrolle ist es, sämtliche bestellten Materialien und Waren auf die Übereinstimmung mit den Warenbegleitpapieren zu überprüfen. Sie misst, wiegt, zählt und begutachtet die Güter, entnimmt Proben und führt gegebenenfalls eine Werkstoffprüfung durch. Die Wareneingangskontrolle soll auch für sichere Lebensmittel sorgen. Der Lebensmitteleinzelhandel, die Gastronomie oder Kantinen dürfen Waren nicht annehmen, die im Verdachtsfall eine physikalische, chemische oder biologische Gefahr darstellen. Dabei ist die hygienische Beschaffenheit, einwandfreie Verpackung, Mindesthaltbarkeitsdatum oder Verbrauchsdatum oder ununterbrochene Tiefkühlkette von besonderer Bedeutung.

## Rechtsfragen
Kaufleute sind sogar gesetzlich zur Wareneingangskontrolle verpflichtet. Ist der Kauf für beide Teile ein Handelskauf, so hat der Käufer die Ware unverzüglich nach der Ablieferung durch den Verkäufer, soweit dies nach ordnungsmäßigem Geschäftsgang tunlich ist, zu untersuchen und, wenn sich ein Mangel zeigt, dem Verkäufer unverzüglich Anzeige zu machen (§ 377 Abs. 1 HGB). Die Untersuchung muss in solchem Umfang und solcher Art vorgenommen werden, wie es erforderlich ist, um das Vorhandensein von Mängeln festzustellen. Diese Obliegenheit trifft ihn grundsätzlich unabhängig davon, ob es sich um eine mangelhafte Lieferung im eigentlichen Sinn handelt, oder ob der Verkäufer eine andere als die bedungene Ware – also ein Aliud – geliefert hat. Ist die Ware zum Weiterverkauf bestimmt, wird die Untersuchungs- und Rügepflicht hinausgeschoben, bis der Endverbraucher die Sache in Gebrauch genommen hat. Der Käufer ist verpflichtet, die Untersuchung mit fachmännischer Sorgfalt durchzuführen. Der Käufer schuldet handelsrechtlich lediglich repräsentative Stichproben, um seiner Wareneingangskontrollpflicht zu genügen.
Seit dem 1. Januar 2006 ist die Lebensmittelhygiene-Verordnung über Lebensmittelsicherheit anzuwenden. Gemäß Artikel 1 Abs. 1b dieser Verordnung muss die Sicherheit der Lebensmittel auf allen Stufen der Lebensmittelkette, einschließlich der Primärproduktion, gewährleistet sein. Nach Art. 5 der Verordnung ist der Lebensmittelunternehmer zur Einrichtung, Durchführung und Aufrechterhaltung sowie stetiger Anpassung eines HACCP-Eigenkontrollsystems verpflichtet. Gegenüber der Lebensmittelüberwachungsbehörde ist ein entsprechender Nachweis zu erbringen. Es ist gemäß § 5 Abs. 1 LFGB verboten, Lebensmittel für andere derart herzustellen oder zu behandeln, dass ihr Verzehr gesundheitsschädlich ist.